# David Hasselhoff Show
David Hasselhoff Show var en engelsk- och finskspråkig pratshow på Sub, som producerades i Finland. Programmet leddes av den amerikanska skådespelaren och sångaren David Hasselhoff. Programmet sändes våren 2015. Husbandet var Ritari Ässä Band. I talkshowen gästades David Hasselhoff av kända finländare. Medverkade gjorde också Kari Ketonen och Ville Tiihonen. Programmet är baserat på Hasselhoff – en svensk talkshow.

## Avsnitt
| Nr | Gäster                                                  | Sändningsdatum | Antal tittare |
| -- | ------------------------------------------------------- | -------------- | ------------- |
| 1  | Timo Soini, Maria Veitola, Musta Barbaari               | 2 april 2015   | 372 000       |
| 2  | Michael Monroe, Anette Olzon, Henri Alén                | 9 april 2015   | 255 000       |
| 3  | Linda Lampenius, Jani Toivola, Jussi 69                 | 16 april 2015  | 211 000       |
| 4  | Mikael Jungner, Katariina Souri, Sara Chafak            | 23 april 2015  | 224 000       |
| 5  | Krisse Salminen, Mikko Alatalo, Noora Räty              | 30 april 2015  | 212 000       |
| 6  | Tuomas Enbuske, Irina Björklund, Krista Siegfrids       | 14 maj 2015    | 106 000       |
| 7  | Lenita Airisto, Stefan Richter, Diandra, Ville Tiihonen | 21 maj 2015    | 191 000       |
| 8  | Jorma Uotinen, Martina Aitolehti, Waldo                 | 28 maj 2015    | 208 000       |
| 9  | Timo Vuorensola, Noora Karma, Mr. Lordi                 | 4 juni 2015    | 150 000       |
| 10 | Samuli Vauramo, Peter Vesterbacka, Minna Parikka        | 11 juni 2015   | 168 000       |